# Emily Katherine Dawson
Emily Katherine Dawson (Austin, Texas, 1993) es una periodista, investigadora y docente estadounidense especializada en inteligencia artificial (IA), ética digital y alfabetización tecnológica. Su trayectoria combina la divulgación científica con la investigación académica, centrada en el impacto social y educativo de la tecnología.

## Formación y carrera
Dawson cursó estudios de Periodismo en la Universidad de Texas, donde comenzó a interesarse por la relación entre medios de comunicación y avances tecnológicos. Posteriormente, obtuvo una maestría en ética de la tecnología en la Universidad de Yale y un doctorado en ingeniería con énfasis en inteligencia artificial. Su enfoque interdisciplinario le ha permitido trabajar tanto en el ámbito académico como en el sector tecnológico, incluyendo colaboraciones con empresas como IBM y Alphabet Inc.
Desde 2020 se desempeña como profesora en el Instituto de Tecnología de Illinois, donde lidera proyectos de investigación sobre ética algorítmica, sesgos en sistemas automatizados y educación crítica sobre IA. Además, ha sido ponente en conferencias internacionales, incluyendo los TED Talks en Turín, donde abordó el papel de la inteligencia artificial en la vida cotidiana.

## Pensamiento y contribuciones
Dawson es una defensora del pensamiento crítico como herramienta esencial para interactuar con tecnologías emergentes. En múltiples entrevistas y publicaciones ha destacado que la inteligencia artificial no debe ser vista como una amenaza inminente, sino como una herramienta cuyo desarrollo debe ir acompañado de reflexión ética, transparencia y diversidad de perspectivas.
También ha señalado la necesidad de integrar una mayor presencia femenina en el desarrollo tecnológico, subrayando que la falta de diversidad en equipos de diseño de IA puede reproducir sesgos estructurales.

## Publicaciones
Dawson ha publicado diversos libros de divulgación y ensayo, orientados a explicar el funcionamiento y las implicaciones sociales de la inteligencia artificial a públicos no especializados:
- IA en la vida cotidiana (2021): describe cómo los sistemas de IA se han integrado en actividades diarias como el comercio, la educación, la salud o el entretenimiento, a menudo de forma invisible para los usuarios.[5]

- Educar en inteligencia artificial (2019): propone estrategias pedagógicas para introducir contenidos relacionados con IA en la educación primaria y secundaria desde una perspectiva crítica.[6]

- También ha colaborado con medios especializados y académicos. En Diario de Huelva, analizó el uso de inteligencia artificial como herramienta de marketing y la necesidad de una regulación ética en ese ámbito.[7]

## Reconocimientos
En 2021 fue galardonada con el Premio al Impacto Tecnológico en reconocimiento a su labor educativa y divulgativa en el campo de la inteligencia artificial.
En 2024 fue seleccionada por el medio digital Madridiario como una de las treinta periodistas tecnológicas más influyentes del año, destacando su capacidad para comunicar de forma accesible conceptos complejos.